# Uwajima
Uwajima (japanisch 宇和島市, -shi) ist eine Stadt in der Präfektur Ehime, auf der Insel Shikoku, Japan. Sie liegt südlich der Stadt Matsuyama.

## Geographie
Uwajima liegt in an der Westküste von Shikoku. Das Stadtgebiet dehnt sich mit allen Gemeinden auf 469,48 km² aus. Die Stadt selber liegt am Fluss Suka, der hier direkt in die Bucht von Uwajima mündet. Hier ist ebenfalls der Endpunkt der Eisenbahnstrecke von Matsuyama.

## Geschichte
Im Jahr 1595 war Uwajima noch als Dorf Itajima bekannt, als Tōdō Takatora Lehnsherr über die Region Uwa wurde. Er ordnete den Wiederaufbau der damals verfallenen Burg Marugushi an.
Nach dem Tod von Date Masamune übernahm sein ältester Sohn Date Hidemune das Gebiet Uwa und baute die Burg zu einem wirtschaftlichen und kulturellem Zentrum aus. 1871 wurde Uwa eine Präfektur. 1873 wurde sie mit der Präfektur Ichizuchi vereint und es entstand die heutige Präfektur Ehime mit der Hauptstadt Matsuyama.
1889 wurde Uwajima eine Stadt. In den folgenden Jahren wurden die Dörfer Maruho, Yahata und später Kushima eingemeindet. In dieser Zeit wurde auch das Hafengebiet ausgebaut, das heute einem der wichtigsten Wirtschaftszweige der Stadt dient. Während des Krieges wurde Uwajima 1945 durch amerikanische Bombenangriffe stark zerstört. Nach dem Krieg wurde die Stadt wieder aufgebaut, sodass man heute keine Spuren des Krieges mehr sehen kann.

## Sehenswürdigkeiten

### Taga-Schrein
Der Taga-Schrein, am nördlichen Ufer des Flusses Suka, ist einer der wohl ungewöhnlichsten Schreine in Japan. Er ist einer der zwei verbliebenen Schreine, die der Sexualität gewidmet sind. Hier findet man eine Vielzahl großer, realistischer Phallusse aus Holz und Stein. Auf dem Gelände des Schreins befindet sich auch ein Sex-Museum, welches auf zwei Etagen Bilder und Artefakte rund um das Thema ausstellt.

### Uwatsuhiko-Tempel
Einer der ältesten Tempel Shikokus ist der Uwatsuhiko-Tempel, der im westlichen Teil der Stadt gelegen. Seine Geschichte reicht zurück bis ins 7. Jahrhundert.

### Burg Uwajima

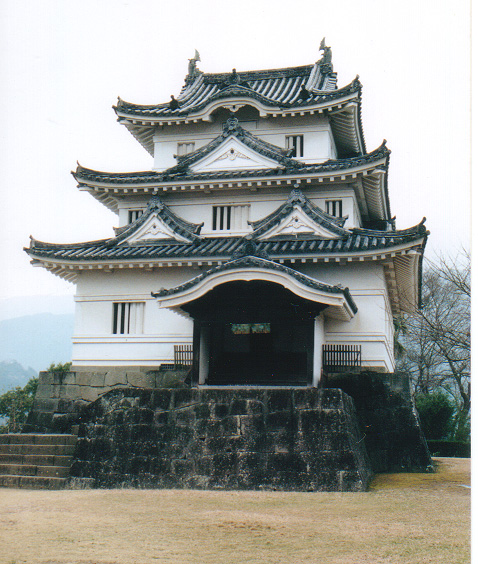
Bergfried der Burg Uwajima

Die Burg von Uwajima befindet sich auf einer Anhöhe im Zentrum der Stadt. Das Gebiet der Burg ist als weitläufiger Park gestaltet. Die Haupteingänge zu dem Park bilden das Noboritchi-Tor und das Samurai-Tor der Familie Koori. Von der Burg hat man einen schönen Blick über die Stadt und die Bucht mit dem Hafen von Uwajima.

## Stierkämpfe
Die Stadt ist bekannt für eine von den Ryūkyū-Inseln stammende Form des Stierkampfs (闘牛, tōgyū), die dem schweizerischen Kuhkampf vergleichbar ist und ohne Matador auskommt. Hierbei treten jeweils zwei Bullen gegeneinander an und kämpfen, bis einer von ihnen mit den Knien den Boden berührt oder aus dem Ring fällt. Die Stierkämpfe finden am 2. Januar, am zweiten Sonntag im April, am 24. Juli und am 14. August statt.

## Städtepartnerschaften
- Honolulu, USA

## Söhne und Töchter der Stadt
- Umezaki Shujaku (1896–1969), Maler
- Itō Daisuke (1898–1981), Drehbuchautor und Filmregisseur
- Raymond Ken’ichi Tanaka (1927–2021), Geistlicher und römisch-katholischer Bischof von Kyōto
- Haruhiro Yamashita (* 1938), Geräteturner
- Kōichi Yamamoto (1947–2023), Politiker
- Kyōichi Katayama (* 1959), Schriftsteller

## Angrenzende Städte und Gemeinden
- Seiyo
- Sukumo
- Shimanto (Kōchi)